# میکا مارمول
میکا مارمول مدینا (زادهٔ ۱ ژوئیه ۲۰۰۱) یک بازیکن فوتبال اهل اسپانیا است که در پست مدافع میانی برای بارسلونا بی بازی می‌کند.

## دوران باشگاهی

### بارسلونا
مارمول که در سال ۲۰۰۶ کار خود را با بارسلونا آغاز کرد، دو سال بعد آنجا را ترک کرد تا پیشرفت خود را در آکادمی‌های Jabac i Terrassa و دام ادامه دهد و سپس در سال ۲۰۱۸ به بارسلونا بازگشت.
مارمول اولین بازی خود را برای بارسلونا در تساوی ۰–۰ مقابل ختافه در ۱۵ می ۲۰۲۲ انجام داد.

## آمار

### باشگاه
تا تاریخ ۱۵ مه ۲۰۲۲
| باشگاه      | فصل      | لیگ                | لیگ  | لیگ | جام‌حذفی | جام‌حذفی | اروپا | اروپا | دیگر | دیگر | جمع  | جمع |
| باشگاه      | فصل      | دسته               | بازی | گل  | بازی    | گل      | بازی  | گل    | بازی | گل   | بازی | گل  |
| ----------- | -------- | ------------------ | ---- | --- | ------- | ------- | ----- | ----- | ---- | ---- | ---- | --- |
| بارسلونا بی | ۲۰۱۹–۲۰  | سگوندا دیویسیون بی | ۲    | ۰   | -       | -       | -     | -     | ۰    | ۰    | ۲    | ۰   |
| بارسلونا بی | ۲۰۲۰–۲۱  | سگوندا دیویسیون بی | ۲۵   | ۲   | -       | -       | -     | -     | ۰    | ۰    | ۲۵   | ۲   |
| بارسلونا بی | ۲۰۲۱–۲۲  | پریمیرا دیویسیون   | ۳۴   | ۱   | -       | -       | -     | -     | ۰    | ۰    | ۳۴   | ۱   |
| بارسلونا بی | جمع      | جمع                | ۶۱   | ۳   | ۰       | ۰       | ۰     | ۰     | ۰    | ۰    | ۶۱   | ۳   |
| بارسلونا    | ۲۰۲۱–۲۲  | لالیگا             | ۱    | ۰   | ۰       | ۰       | ۰     | ۰     | ۰    | ۰    | ۱    | ۰   |
| مجموع کل    | مجموع کل | مجموع کل           | ۶۲   | ۳   | ۰       | ۰       | ۰     | ۰     | ۰    | ۰    | ۶۲   | ۳   |

یادداشت‌ها